# Tymbark-MWS
Tymbark-MWS Sp. z o.o. – polskie przedsiębiorstwo przemysłu spożywczego, producent soków, nektarów i napojów.
Tymbark posiada przetwórnię owocowo-warzywną (uruchomioną w 1936 jako Spółdzielnia Owocarska, w 1950 upaństwowioną, a w 1995 r. przekształconą w jednoosobową spółkę Skarbu Państwa), obecnie pod nazwą Podhalańskie Przedsiębiorstwo Przemysłu Spożywczego „Tymbark” S.A. W 1967 w Tymbarku opracowano pierwszą w Polsce recepturę soku z czarnej porzeczki. Jest znaczącym w Polsce producentem soków owocowych i warzywnych, nektarów i napojów. Przedsiębiorstwo od 1999 należy do grupy Maspex.
W 1998 r.przedsiębiorstwo zostało sponsorem klubu hokeja na lodzie Podhale Nowy Targ.
Według „Rankingu Najbardziej wartościowych polskich marek” Dziennika „Rzeczpospolita” Tymbark od kilku lat jest najsilniejszą marką napojową w Polsce.
Produkty Tymbarku są znane w ponad 30 krajach na świecie. W 2016 roku Tymbark obchodził jubileusz 80 lat istnienia.
Tymbark jest sponsorem głównym turnieju dla dzieci „Z podwórka na Stadion” o Puchar Tymbarku.

## Kapsel Tymbark
Charakterystyczne dla marki są napoje w szklanych butelkach z charakterystycznym kapslem. Pod kapslem lub nakrętką soku marki Tymbark w butelkach znajduje się napis – pierwszy, umieszczony w 1993 roku, brzmiał „Uszy do góry”. Powstało ok. 1000 haseł.